# USS Thomas S. Gates (CG-51)
El USS Thomas S. Gates (CG-51) fue un crucero de la clase Ticonderoga de la Armada de los Estados Unidos. Fue puesto en gradas en 1984, botado en 1985 y asignado en 1987. Fue retirado en 2005 y enviado al desguace en 2017.

## Construcción

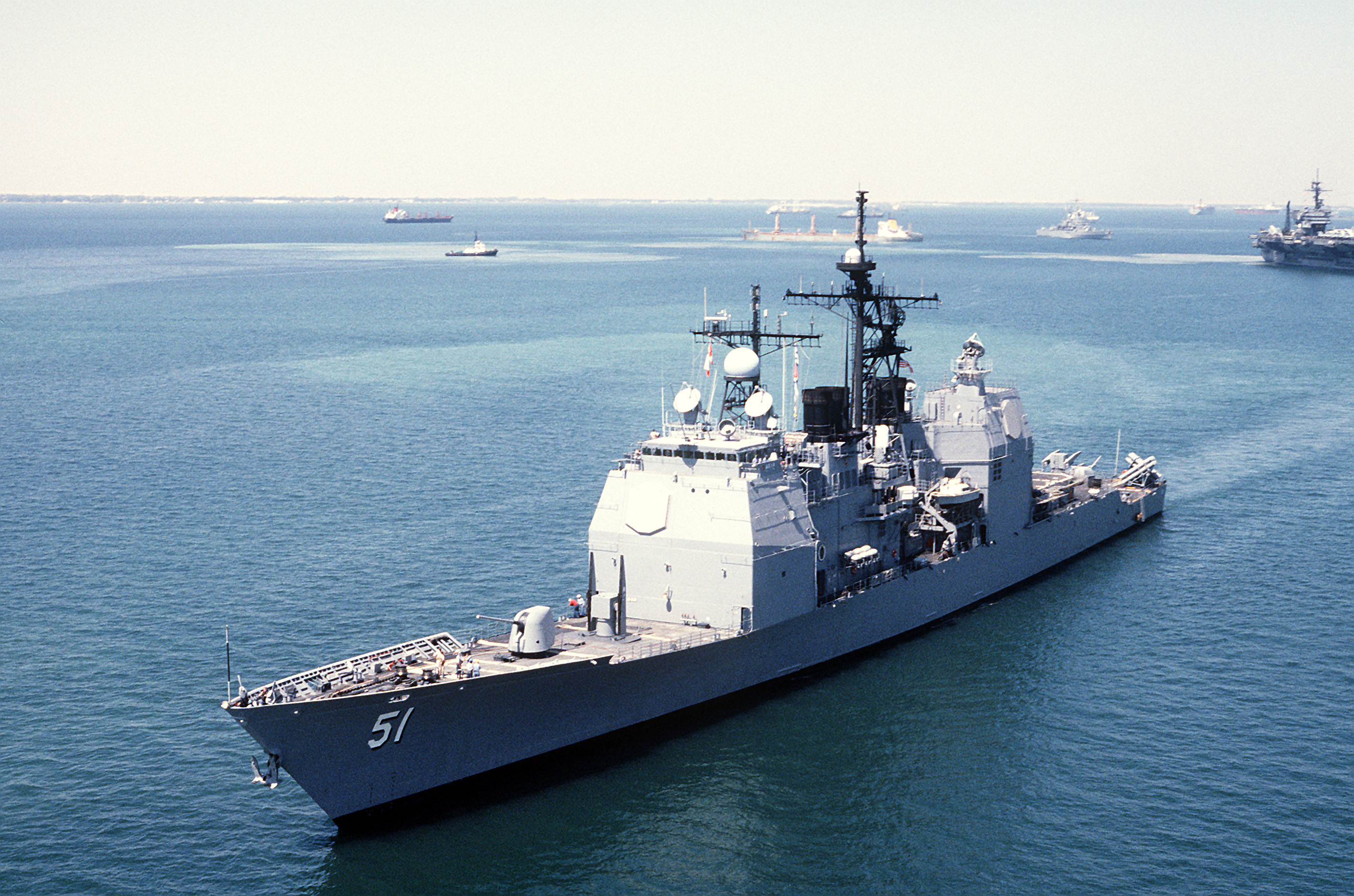
El Thomas S. Gates en el año 1990

Construido en Bath Iron Works, fue puesto en gradas en 1984, botado en 1985 y asignado en 1987. Bautizado USS Thomas S. Gates, en honor al secretario de Defensa Thomas S. Gates (1959-1961).

## Historia de servicio
En los años dos mil el USS Thomas S. Gates sirvió como nave insigna del Standing Naval Forces Atlantic (SNFL) de la OTAN. Fue des-comisionado en 2005 (el 16 de diciembre) y posteriormente desguazado.